# Reptalus horrida
Reptalus horrida är en insektsart som först beskrevs av Rauno E. Linnavuori 1962.  Reptalus horrida ingår i släktet Reptalus och familjen kilstritar. Inga underarter finns listade i Catalogue of Life.